# Мианкаль
Мианкаль или Миянкаль (узб. Miyonqolot; Miyonkolot) — центр плодоносной долины Зеравшана, расположенной на длинном острове, образованном раздвоением реки Зеравшан не подалеку от Самарканда на два русла — Кара-дарью и Ак-дарью, которые опять сливаются близ Хатырчи. Длина острова достигает 100 км и ширина в среднем 15 км.
Остров Мианкаль с древности был самой освоенной человеком частью Зеравшанской долины.
В просторечии Мианкалем обозначается долина Зеравшана между городами Самаркандом и Хатырчи, что в сущности, не расходится с первым определением. В более широком смысле — это долина Зеравшана в его среднем течении .

## История
В древности территория Мианкаля была известна под названиями Согд Самарканда, Ним Сугд (часть Согда), Сугди Хурд (Малый Согд).
При завоевания городов Мавераннахра арабами Согд была захвачена Кутейбой, наместником Омейядов в Хорасане. Ихшид Согда и его подданные по приказу Кутейбы должны были уйти из Самарканда. В качестве резиденции последующих властителей Согда Балазури назвал город Иштыхан в 7 фарсахах от Самарканда, к северу от Зеравшана. Несефи рассказывает, что ихшид, покинув Самарканд, построил новый город в 4 фарсахах от Самарканда и в честь своего брата Афаруна назвал его Ференкент. В источниках также встречается название Афарункент и Афаринкент. Это сообщение о происхождение города находит подтверждение в Фихристе, в нём говорится, что город Фаранкент населён тюрками и что жители его частью дуалисты, частью христиане. Во время правления Тимуридов город Афаринкент являлся центром тюмена, расположенного на северной части Мианкаля.
После походов Шейбани-хана на Мавераннахр целиком на острове располагался Афаринкентский тюмень Самаркандского вилайета или области. Из известных наместников в Афарикентском тюмене были Искандер-хан и Абдулла-хан II которые позже были выбраны ханом Бухарского ханства.
При правление бухарского хана Абулфейз-хана здесь поднялось восстание, впоследствии дошедшее до Бухары, которое было подавлено войском во главе Мухаммад Рахим-хана, позже основавшего в Бухаре узбекской династии Мангытов. Он вёл борьбу с сепаратистами из Мианкаля, знатью узбекских племён бахрин, кипчак, кенегес и етти-уруг. Земли мятежных родов были конфискованы, а народ переселён поближе к Бухаре.
Во время Бухарского эмирата Миянкаль являлся самой густонаселённой и экономически развитой областью страны, жители которого занимались поливным земледелием и скотоводством.

## История китаев и кипчаков Мианкаля
Наиболее многочисленным племенем Мианкальской долины были узбекские племена китаев и кипчаков. Китаи (ктаи, кытаи, хытаи, хтаи), потомки древних киданей, пришли в долину Зеравшана в XVI веке. Кипчаки переселились в эти места в XIII веке, а по мнению К. К. Пардаева, из бассейна Сыр-Дарьи в конце XVII — начале XVIII века. За годы совместного сосуществования китаи и кипчаки образовали прочный военно-политический союз. Европейские исследователи начала XIX века, а также некоторые местные авторы этого времени даже причисляли их к одному племени — китай-кипчакам. По свидетельству российского учёного-востоковеда В. В. Радлова, посетившего Мианкальскую долину в 1868 году, сами представители этих племён на вопрос о том, к какому роду они принадлежат, отвечали: «Я из китай-кипчаков». Тем не менее, оба племени имели отличную родовую структуру, собственные боевые кличи (ураны) и хозяйственную деятельность вели раздельно. Китаи занимали территорию от Кермине до Каттакургана. Кипчаки кочевали к востоку от них до самого Самарканда. Численность обоих племён разными авторами оценивалась по-разному. Мирза Шемс Бухари доводит их число до 120 тысяч человек.

### Мианкальское восстание
В 1821 году началось крупнейшее в XIX веке восстание в Мианкале с участием узбекских племён и каракалпаков против политики бухарского эмира. После многочисленных попыток эмира Хайдара и принца Насруллы в 1825 году им удалось подавить восстание. После этого, по утверждению Мухаммеда Мир Алима Бухари, «эмир стал править спокойно».